# Aerva javanica
Aerva javanica es una especie de planta herbácea de la familia Amaranthaceae. Se distribuye desde el Norte de África hasta el sur de Asia.

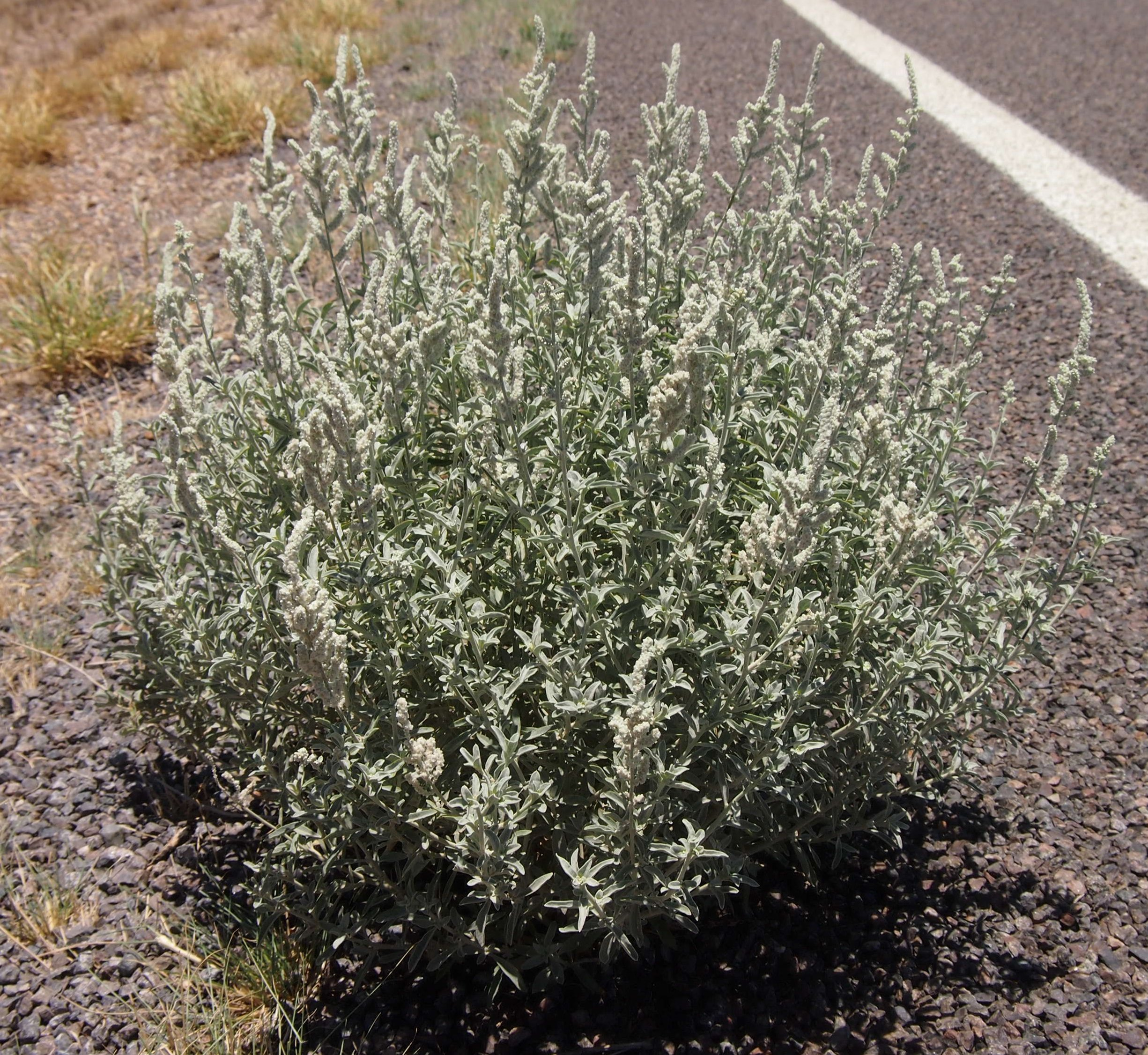
Vista de la planta

## Descripción
Es una planta herbácea, erecta, perennifolia y muy ramificada de madera blanda, con hojas anchas, la cual, a menudo, tiene un hábito erecto.
La planta se ha naturalizado en las regiones del norte de Australia, como una introducción extranjera, y se ha cultivado y utilizado por los pueblos indígenas. Los cabezas de semillas se cosechan par sus fibras suaves, se frota entre las palmas de las manos y se utiliza como borra para almohadas.

## Taxonomía
Aerva javanica fue descrita por (Burm.f.) Juss. ex Schult. y publicado en Annales du Muséum National d'Histoire Naturelle 2: 131. 1803.
Sinonimia
| - Achyranthes alopecuroides Lam. - Achyranthes incana Roxb. - Achyranthes javanica (Burm.f.) Pers. - Achyranthes lanceolata Zoll. & Moritzi ex Moq. - Achyranthes persica (Burm.f.) Merr. - Aerva aegyptiaca J.F.Gmel - Aerva alopecuroides (Lam.) Dum.Cours. - Aerva bovii Edgew. - Aerva incana Mart. - Aerva ovata Ehrenb. ex Schweinf. - Aerva persica (Burm.f.) Merr. - Aerva platyphylla Ehrenb. ex Schweinf. - Aerva suaveolens Edgew. | - Aerva tomentosa Forssk. - Aerva trichophylla Ehrenb. ex Schweinf. - Aerva wallichii Moq. - Illecebrum javanicum L. - Illecebrum latifolium Steud. - Illecebrum obcordatum Vahl ex Steud. - Illecebrum tomentosum Moq. - Iresine javanica Burm. f. - Iresine persica Burm. f. - Uretia persica Kuntze - Aerva ruspolii Lopr. - Celosia lanata L. (1753) |